# 부여우복
부여우복(扶餘優福, ?~?)은 백제의 왕족으로, 제11대 왕 비류왕의 서제이다. 구수왕의 후손으로, 아버지는 미상이다. 일설에는 비류왕의 서자라고도 한다.
《삼국사기》에 따르면, 321년(비류왕 18년) 1월 왕의 서제(庶弟) 우복(優福)을 내신좌평(內臣佐平)으로 삼았다고 한다. 327년 9월 내신좌평에 있던 우복은 북한성(北漢城)을 근거로 하여 반란을 일으키자 왕이 군사를 발동하여 토벌하였다.

## 가족 관계
- 선조 : 구수왕
- 선조 : 사반왕
- 이복 형 또는 아버지 : 비류왕

## 같이 보기
- 한국의 역사
- 삼국 시대